# Осман Нурі-паша
Осман Нурі-паша (тур. Osman Nuri-paşa), більш відомий як Осман-паша (1832, Токат, Османська імперія — 5 квітня 1900, Стамбул) — турецький воєначальник, маршал (мушир) і військовий міністр Османської імперії.
За військові успіхи був удостоєний почесної приставки до імені «газі» («звитяжний»).